# Wymowa
Wymowa (wym.) – sposób artykulacji dźwięków w konkretnym języku. Wymowa może być znormalizowana lub indywidualna – sposób, w jaki ktoś wypowiada dane słowo. 
Konkretne słowo może być wymawiane w każdym języku w rozmaity sposób. Zależy to od wielu czynników, takich jak epoka, miejsce zamieszkania danej osoby, jej pochodzenie społeczne, wykształcenie, itp. Tym samym wymowa odgrywa istotną rolę w sferze marketingu, gdyż zależy od niej postrzeganie danej osoby. Niestaranna wymowa sprawia negatywne wrażenie i rozmówcy przypisuje się brak kompetencji.
Badaniem fizycznych właściwości dźwięków występujących w językach naturalnych zajmuje się fonetyka.